# Delaware 87ers 2013-2014
La stagione 2013-14 dei Delaware 87ers fu la 5ª nella NBA D-League per la franchigia.
I Delaware 87ers arrivarono sesti nella East Division con un record di 12-38, non qualificandosi per i play-off.

## Roster
| N° | Naz.                         | Ruolo | Sportivo               | Anno | Alt. | Peso |
| -- | ---------------------------- | ----- | ---------------------- | ---- | ---- | ---- |
| 3  | Stati Uniti (bandiera)       | A     | Arnett Moultrie        | 1990 | 208  | 109  |
| 3  | Stati Uniti (bandiera)       | G     | Elliot Williams        | 1989 | 196  | 83   |
| 4  | Stati Uniti (bandiera)       | G     | Aquille Carr           | 1993 | 168  | 67   |
| 12 | Nigeria (bandiera)           | G     | Josh Akognon           | 1986 | 180  | 84   |
| 12 | Stati Uniti (bandiera)       | G     | Mfon Udofia            | 1990 | 188  | 88   |
| 14 | Stati Uniti (bandiera)       | G     | Vander Blue            | 1992 | 196  | 89   |
| 14 | Stati Uniti (bandiera)       | G     | Dustin Salisbery       | 1984 | 196  | 93   |
| 14 | Stati Uniti (bandiera)       | G     | B.J. Young             | 1993 | 193  | 81   |
| 15 | Antigua e Barbuda (bandiera) | A     | Norvel Pelle           | 1993 | 208  | 94   |
| 17 | Stati Uniti (bandiera)       | G     | Lorenzo Brown          | 1990 | 196  | 89   |
| 17 | Stati Uniti (bandiera)       | G     | Darin Mency            | 1989 | 188  | 93   |
| 18 | Stati Uniti (bandiera)       | A     | Damian Saunders        | 1988 | 203  | 97   |
| 19 | Grecia (bandiera)            | A     | Thanasīs Antetokounmpo | 1992 | 201  | 98   |
| 21 | Stati Uniti (bandiera)       | G     | Kendall Marshall       | 1991 | 193  | 88   |
| 21 | Stati Uniti (bandiera)       | G     | Bo Spencer             | 1989 | 185  | 86   |
| 22 | Stati Uniti (bandiera)       | A     | Rodney Williams        | 1991 | 203  | 97   |
| 23 | Stati Uniti (bandiera)       | G     | Matt Bouldin           | 1988 | 196  | 98   |
| 23 | Stati Uniti (bandiera)       | A     | Elijah Pittman         | 1991 | 206  | 99   |
| 24 | Stati Uniti (bandiera)       | A     | Michael Lee            | 1986 | 206  | 98   |
| 24 | Stati Uniti (bandiera)       | A     | Steve Weingarten       | 1988 | 203  | 98   |
| 32 | Stati Uniti (bandiera)       | G     | Stefan Welsh           | 1987 | 193  | 85   |
| 33 | Stati Uniti (bandiera)       | A     | J.R. Inman             | 1987 | 206  | 102  |
| 33 | Senegal (bandiera)           | C     | Hamady N'Diaye         | 1987 | 213  | 107  |
| 34 | Ucraina (bandiera)           | C     | Kyrylo Fesenko         | 1986 | 213  | 107  |
| 34 | Stati Uniti (bandiera)       | A     | Reeves Nelson          | 1991 | 203  | 107  |
| 41 | Stati Uniti (bandiera)       | A     | Tiny Gallon            | 1989 | 206  | 93   |
| 41 | Stati Uniti (bandiera)       | C     | Reggie Johnson         | 1989 | 208  | 132  |
| 44 | Stati Uniti (bandiera)       | C     | Ben Strong             | 1986 | 211  | 100  |

## Staff tecnico
- Allenatore: Rod Baker
- Vice-allenatori: John Beckett, Tim Fanning, Kevin Young
- Preparatore atletico: Christina Kennedy